# أشرف يوسف
أشرف يوسف هو لاعب كرة قدم مصري، ولد في 5 أكتوبر 1965. لعب مع نادي الزمالك.

## وصلات خارجية
- أشرف يوسف على موقع أرشيف الشارخ.
- أشرف يوسف على موقع قاعدة بيانات كرة القدم.إي يو (الإنجليزية)
- أشرف يوسف على موقع ناشيونال فوتبول تيمز (الإنجليزية)